# 平井嘉一郎
平井 嘉一郎（ひらい かいちろう、1907年12月24日 - 2001年1月20日 ）は、京都府中郡大宮町（現・京丹後市）出身の実業家。ニチコン社長・会長。

## 経歴

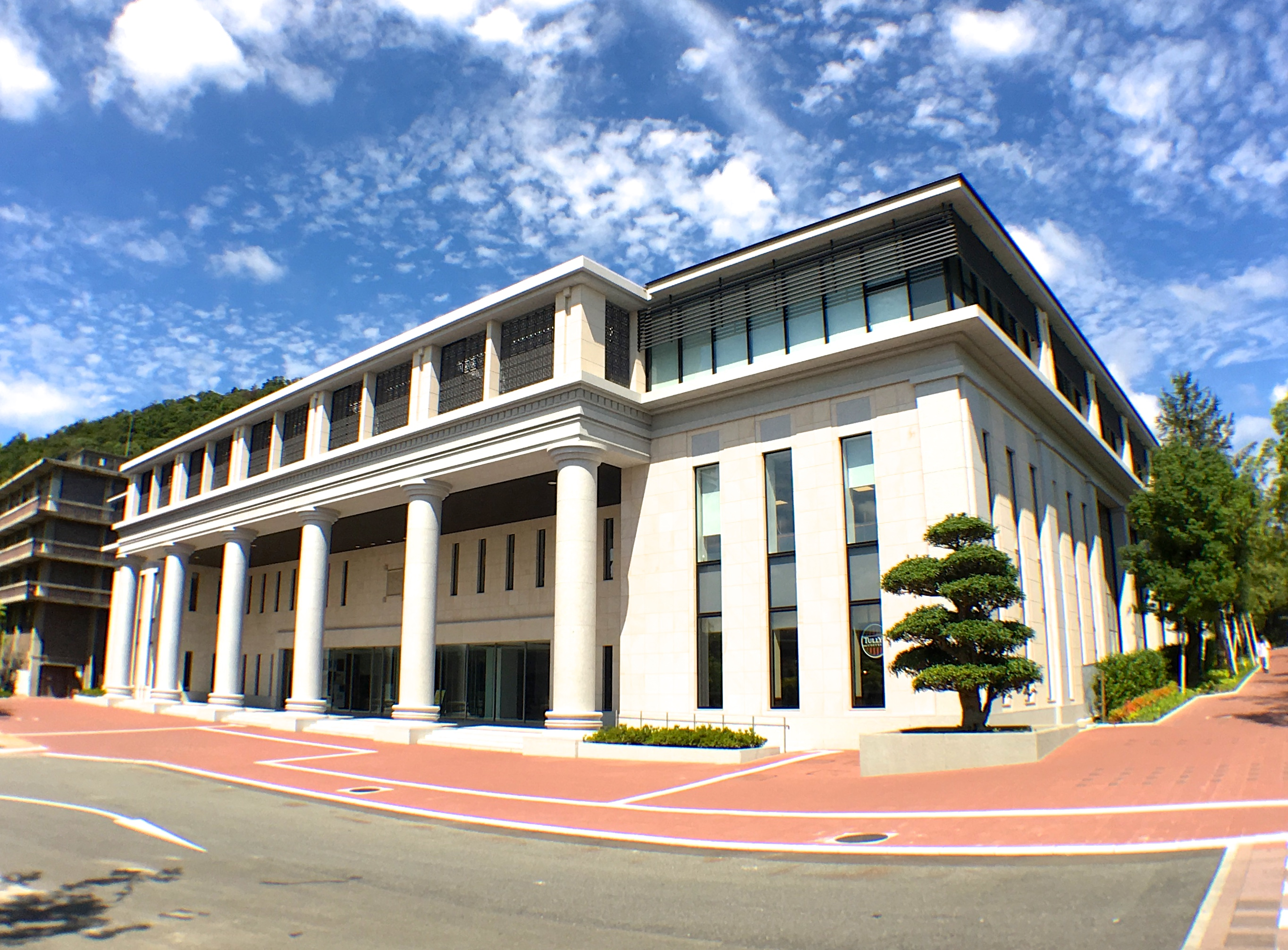
立命館大学平井嘉一郎記念図書館

1940年（昭和15年）、立命館大学法学部を卒業。1951年（昭和26年）、経営難に陥っていた関西二井製作所に経営者として入り、1957年（昭和32年）に社長就任。1961年（昭和36年）に社名を日本コンデンサ工業株式会社に変更。その後会長に就任し、現在のニチコンの事実上の創業者として会社の礎を築いた。2001年（平成13年）1月20日に93歳で亡くなった。
2009年（平成21年）には故郷の京丹後市大宮町にある京丹後市立大宮図書室に、平井嘉一郎財団からの寄付によって平井嘉一郎文庫が設置された。その後も平井嘉一郎財団は大宮図書室への寄付を続けており、2019年（平成31年）1月時点で寄付金を基にした購入冊数は2,730冊に上る。
2013年（平成25年）1月17日、母校立命館大学への長年の寄与を称えられ、学校法人立命館より「名誉館賓」の称号を夫人とともに授与された。夫人は、夫の意思を継ぎ、2006年（平成18年）に立命館大学法学研究科、法務研究科の学生らを支援する目的で「平井嘉一郎研究奨励賞」を設置するなどした他、2016年（平成28年）に衣笠キャンパスに竣工した「平井嘉一郎記念図書館」の建設費用の大部分を寄付した。